# Homo erectus pekinensis

Homo erectus pekinensis sau Omul Pekin (chineză: 北京猿人; pinyin: Běijīng Yuánrén; cunoscut anterior sub denumirea Sinanthropus pekinensis) este un exemplu de Homo erectus. Descoperit în 1923-27 în timpul săpăturilor de la Zhoukoudian (Chou K'ou-tien) în apropiere de Beijing (scris "Peking" înainte de adoptarea sistemului Pinyin de romanizare a limbii chineze), China, în 2009 acest grup de specimene fosile a fost datat ca având aproximativ 750.000 de ani vechime și o nouă datare sugerează că acestea se află în intervalul de vârstă 680.000-780.000 de ani vechime.
Între 1929 și 1937 au fost descoperite 15 cranii parțiale, 11 mandibule, mai mulți dinți, oase și un număr mare de unelte de piatră în Peștera de Jos din situl Omului Peking de la Zhoukoudian. Vârsta lor este estimată între 500.000 și 300.000 de ani vechime. (O serie de fosile ale oamenilor moderni au fost, de asemenea, descoperite în Peștera de Sus, în același loc în 1933.) 

## Descoperire și identificare
Geologul suedez Johan Gunnar Andersson și paleontologul american Walter W. Granger au venit la Zhoukoudian, China, în căutare de fosile preistorice în 1921. Au fost îndrumați de un localnic către situl de la Dealul Osului de Dragon, unde Andersson a recunoscut depozitele de cuarț care nu erau originare din zonă. Cunoscând imediat importanța acestei descoperiri, el s-a adresat colegului său și l-a anunțat: "Aici este omul primitiv, acum tot ce trebuie să facem este să-l găsim!"
Asistentul lui Andersson, paleontologul austriac Otto Zdansky, a început imediat săpăturile și a găsit ceea ce părea a fi molar uman fosilizat. S-a întors la sit în 1923, iar materialele excavate în cele două săpături ulterioare au fost trimise la Universitatea Uppsala din Suedia pentru analiză. În 1926, Andersson a anunțat descoperirea a doi molari umani în acest material, iar Zdansky și-a publicat descoperirile.
Anatomistul canadian Davidson Black de la "Peking Union Medical College", entuziasmat de descoperirile lui Andersson și Zdansky, a demarat noi săpături în același sit în 1927, împreună cu oamenii de știință occidentali și chinezi. Black și-a publicat analiza în revista  Nature, identificând descoperirea ca aparținând unei noi specii pe care a denumit-o Sinanthropus pekinensis, însă mulți oameni de știință au fost sceptici cu privire la o astfel de identificare pe baza unui singur dinte, iar fundația a cerut mai multe specimene înainte de a fi de acord să acorde bani suplimentari.
Un maxilar inferior, mai multe dinți și fragmente de craniu au fost descoperite în 1928. Black a prezentat aceste descoperiri fundației și a fost recompensat cu o finanțare de 80.000 de dolari pe care a folosit-o pentru a înființa Laboratorul de Cercetări Cenozoice.
Săpăturile efectuate sub supravegherea arheologilor chinezi, Yang Zhongjian, Pei Wenzhong și Jia Lanpo, au descoperit 200 de fosile umane (inclusiv șase calote craniene aproape complete) de la peste 40 de specimene individuale. Aceste săpături au încetat în 1937 odată cu invazia japoneză. Săpăturile de la Zhoukoudian au fost reluate după război. Situl Omul Peking de la Zhoukoudian a fost listat de UNESCO ca Patrimoniu Mondial în 1987. Săpături noi au fost demarate în iunie 2009.

## Starea actuală
Fosilele Omului Peking au fost depozitate la Colegiul Medical din Beijing. Mărturiile martorilor spun că în 1941, în timp ce Beijingul se afla sub ocupație japoneză, chiar înainte de izbucnirea ostilităților dintre Japonia și forțele aliate în timpul celui de-Al Doilea Război Mondial, fosilele au fost împachetate în două cutii mari și încărcate într-o navă americană legată la portul Qinhuangdao din nordul Chinei, aproape de baza marină de la Camp Holcomb. De acolo urmau să fie expediate pe mare la Muzeul American de Istorie Naturală din New York, dar fosilele au dispărut pe drum.
Au fost făcute diverse încercări de localizare a fosilelor, dar până acum fără succes. În 1972, finanțatorul american Christopher Janus a oferit o recompensă de 5.000 de dolari (SUA) pentru craniile lipsă; o femeie l-a contactat solicitând 500.000 de dolari, dar ulterior a dispărut. În iulie 2005, la celebrarea a 60 de ani de la sfârșitul celui de-Al Doilea Război Mondial, guvernul chinez a înființat un comitet pentru a găsi oasele.
Patru dintre dinți sunt totuși în posesia Muzeului Paleontologic de la Universitatea Uppsala.